# Галерная улица (Санкт-Петербург)
Гале́рная улица — улица в Адмиралтейском районе Санкт-Петербурга. Проходит от Сенатской площади до набережной Ново-Адмиралтейского канала.

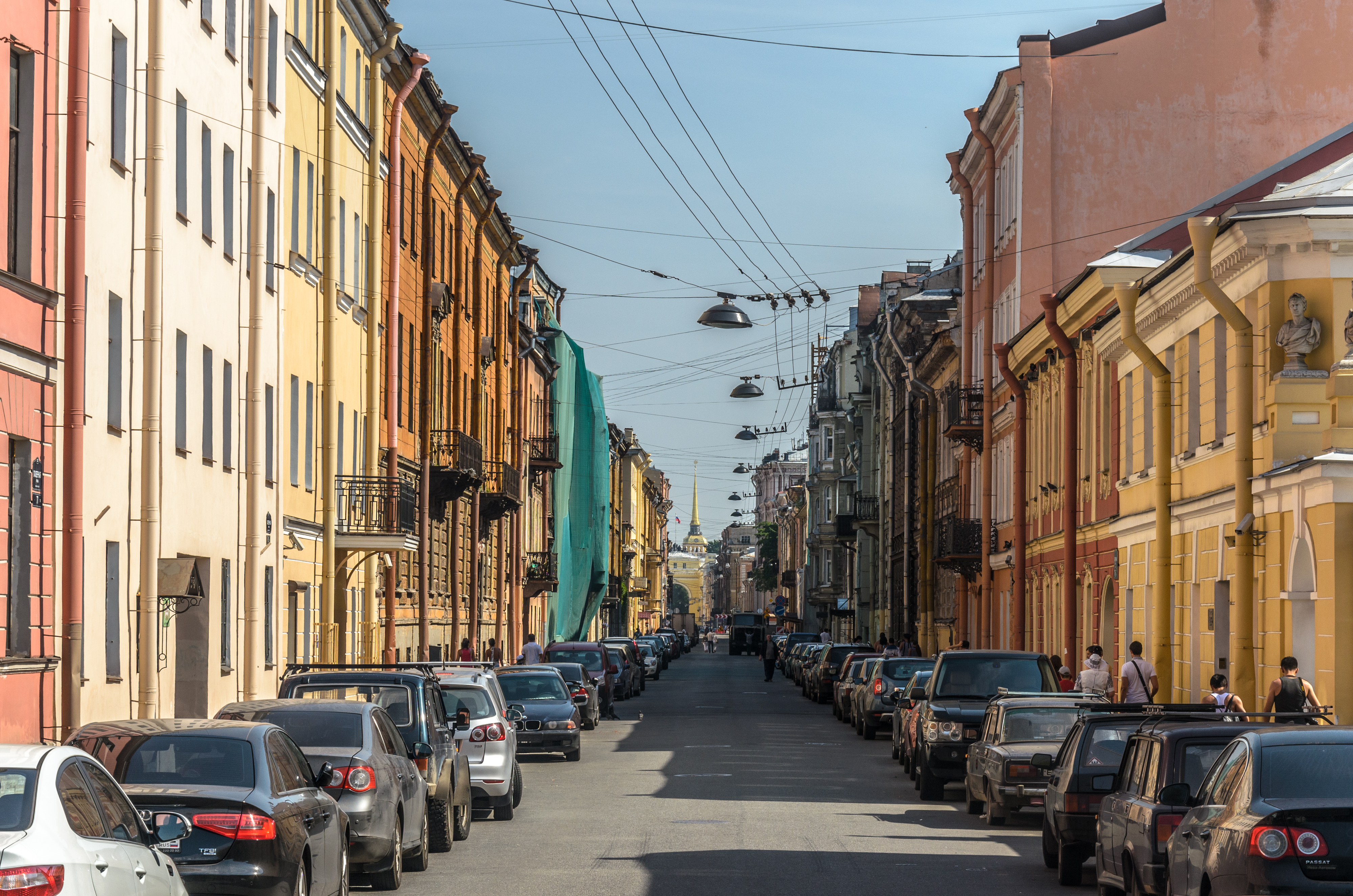
Со стороны Ново-Адмиралтейского канала

## История названия
В первой половине XVIII века носила наименование 1-я Галерная улица, так как в этом районе находился Галерный двор. 20 апреля 1738 года присвоено наименование Исаакиевская улица, по Исаакиевской церкви, которая тогда находилась в начале улицы. Параллельно существовали названия Старая Исаакиевская улица, Морская Исаакиевская улица, Западная улица, Западная Галерная улица (от площади Труда до Ново-Адмиралтейского канала), Канатная улица (от Сенатской площади, до улицы Труда, названа по Адмиралтейской канатной фабрике, находившейся между этой улицей и Конногвардейским бульваром), Канатная линия. К 1810 году наименование Галерная улица вытеснило все остальные и стало официальным.
В октябре 1918 года присвоено имя Красная улица, дано с целью «выражения революционного духа времени». 4 октября 1991 года возвращено наименование Галерная улица.

## История
Возникла сразу после появления города в первой половине XVIII века в Галерном дворе, как тогда называли ряд домов по берегу реки Невы от современной Сенатской площади до Ново-Адмиралтейского канала, как дорога к Галерной верфи, находившейся за каналом.

## Достопримечательности

### По чётной стороне
- № 2 — Президентская библиотека имени Б. Н. Ельцина.
- № 4 — дом Я. Я. Фан-дер-Флита, был построен в конце XVIII века и перестроен в 1877 по проекту архитектора Ф. Л. Миллера[2].
- № 10 — дом В. П. фон Дезина, 1790-е[3][4][5][6].
- № 18 (Конногвардейский бульвар, 15) — дом Е. А. Жегочевой, здание XVIII века было перестроено в 1852-м году по проекту И. Д. Черника[2].
- № 20-22 — Дом Утина И., 1858—1860[7][8], арх-р Кузьмин Р. И., ск. Иенсен Д. И.[9]  781510357740005
- № 24 — Николаевский дворец (Дворец Труда). 7810113000
- № 40, литера А — Доходный дом и издательство С. М. Проппера. Построен в 1905—1907 гг. по проекту гражданского инженера М. Ю. Капелинского[10].  781720971820005
- № 46, литера А — дом Овандеров. 781710970870005
- № 48, литера А — дом Т. И. Игнатьева, 2-я пол. XVIII в.  781710971500005
- № 50, литера А — дом Г. Радинга (А. Ф. Пистолькорс), 2-я пол. XVIII в.  781710971510005
- № 58—60 — Дворец Бобринских. 7810022001
- Адмиралтейский мост.
- ОАО «Адмиралтейские верфи»

### По нечётной стороне
- № 1 — Здание Сената и Синода (Здание Конституционного суда РФ).  781510303570006
- № 3 — Дом Лаваль А. Г..  7810007000
- № 5 — дом Казалета (Тенишевой).  7802427000
- № 7 — дом Паскевича Ф. И. 7810009000
- № 9 — дом Нарышкина А. Л. (Воронцовых-Дашковых).  7810010000
- № 13 — домовладение Тенишевых (Чаплиц М. К.).  7802429000
- № 15 — домовладение генерала Дурново П. П.  7802430000
- № 17 (Английская наб., 18) — дом А. Лобанова-Ростовского, построен в XVIII веке и надстроен в 1822 году по проекту Ф. И. Руска[2].
- № 25 — домовладение купца Челышева. 7802431000
- № 27, литера А — дом фон Дервиза П. П. (Великого князя Андрея Владимировича).  781510321300006
- № 29 — дом Майера Э. М.  781510335340005
- № 31 — Коллегия Иностранных дел (дом Куракина Б. А.).  7810012000
- № 33 — дом фон Дервиза С. П., с 1987 г. — Камерный музыкальный театр «Санктъ-Петербургъ Опера».  7810013000
- № 43 — особняк Полежаева А. В. с доходным домом.  7802525000
- № 49 — домовладение Ферзена П. К. (Прозорова А. Я.).  7802434000
- № 51 — дом Стенбок-Ферморов (дом Капниста). 7810015000
- № 53 — Дом Струкова. 7802524000
- № 55 — Дворец Великого князя Михаила Александровича.  7810016000
- № 57 — Церковь англиканская Иисуса Христа.  7810017003
- № 59 — домовладение Е. Занадворской.  7802436000
- № 61 — особняк Теплова.  7802437000
- № 67 — домовладение князя Л. Д. Вяземского.  7802438000
- № 69 — дом Штиглица А. Л. (дворец Великого князя Павла Александровича).  7810018000